# Gino Lori
Gino Lori (nascido em 3 de janeiro de 1956) é um ex-ciclista italiano que representou a Itália nos Jogos Olímpicos de 1976 em Montreal, no Canadá.